# 1975년 전미 비평가 협회상
제10회 전미 비평가 협회상은 1975년 최고의 영화를 기리기 위해 1975년 12월에 열린 시상식이다.

## 수상 및 후보

### 작품상
- 내쉬빌 수상

### 감독상
- 내쉬빌 - 로버트 알트만 수상

### 여우주연상
- 아델의 사랑 이야기 - 이자벨 아자니 수상

### 남우주연상
- 뻐꾸기 둥지 위로 날아간 새 - 잭 니콜슨 수상

### 여우조연상
- 내쉬빌 - 릴리 톰린 수상

### 남우조연상
- 내쉬빌 - 헨리 깁슨 수상

### 각본상
- 바람둥이 미용사 - 로버트 타운 수상

### 촬영상
- 배리 린든 - 존 알콧 수상

### 특별상
- 마법 피리 - 잉그마르 베르히만 수상